# Katharina Waldmüller

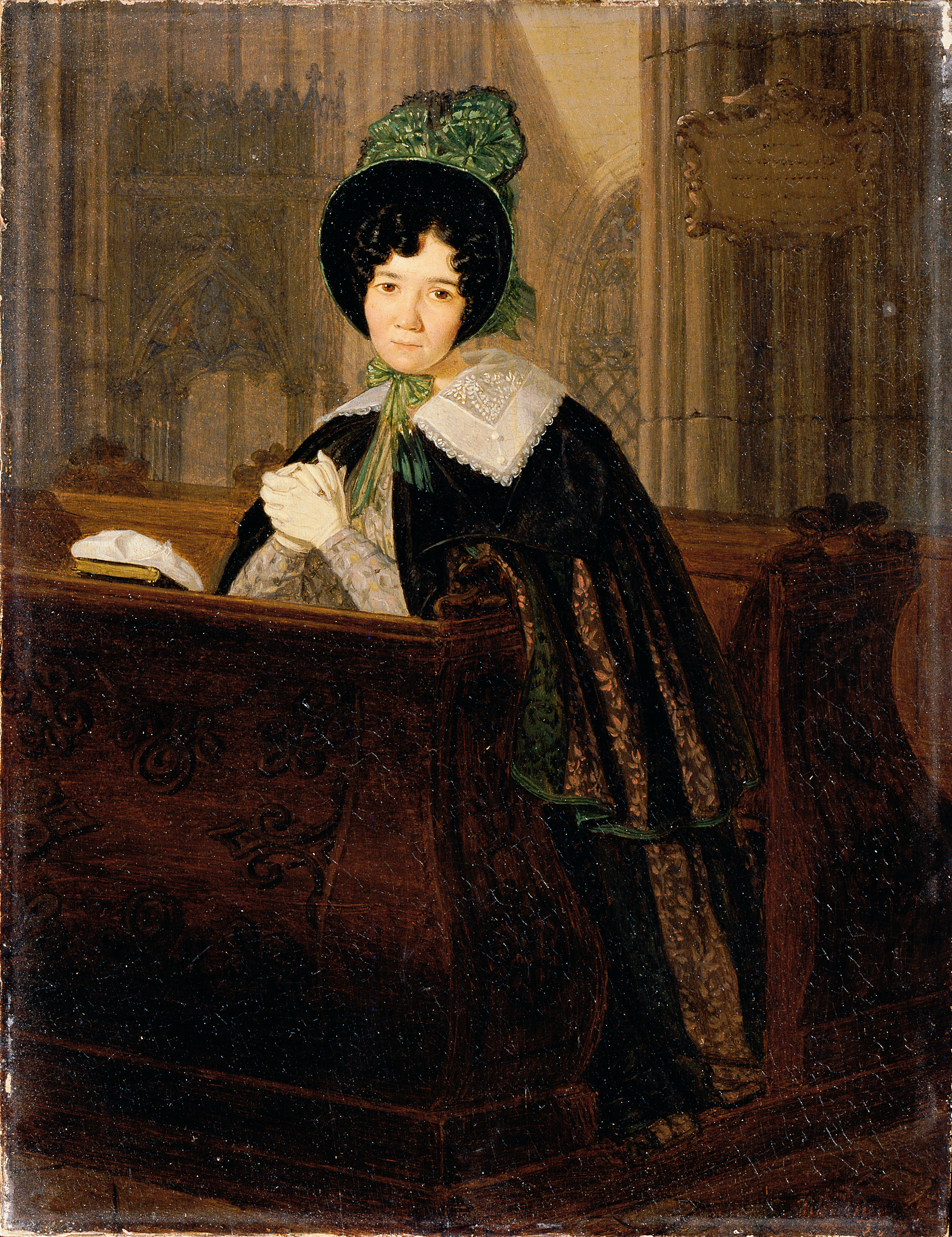
Katharina Waldmüller, porträtiert von Joseph Weidner

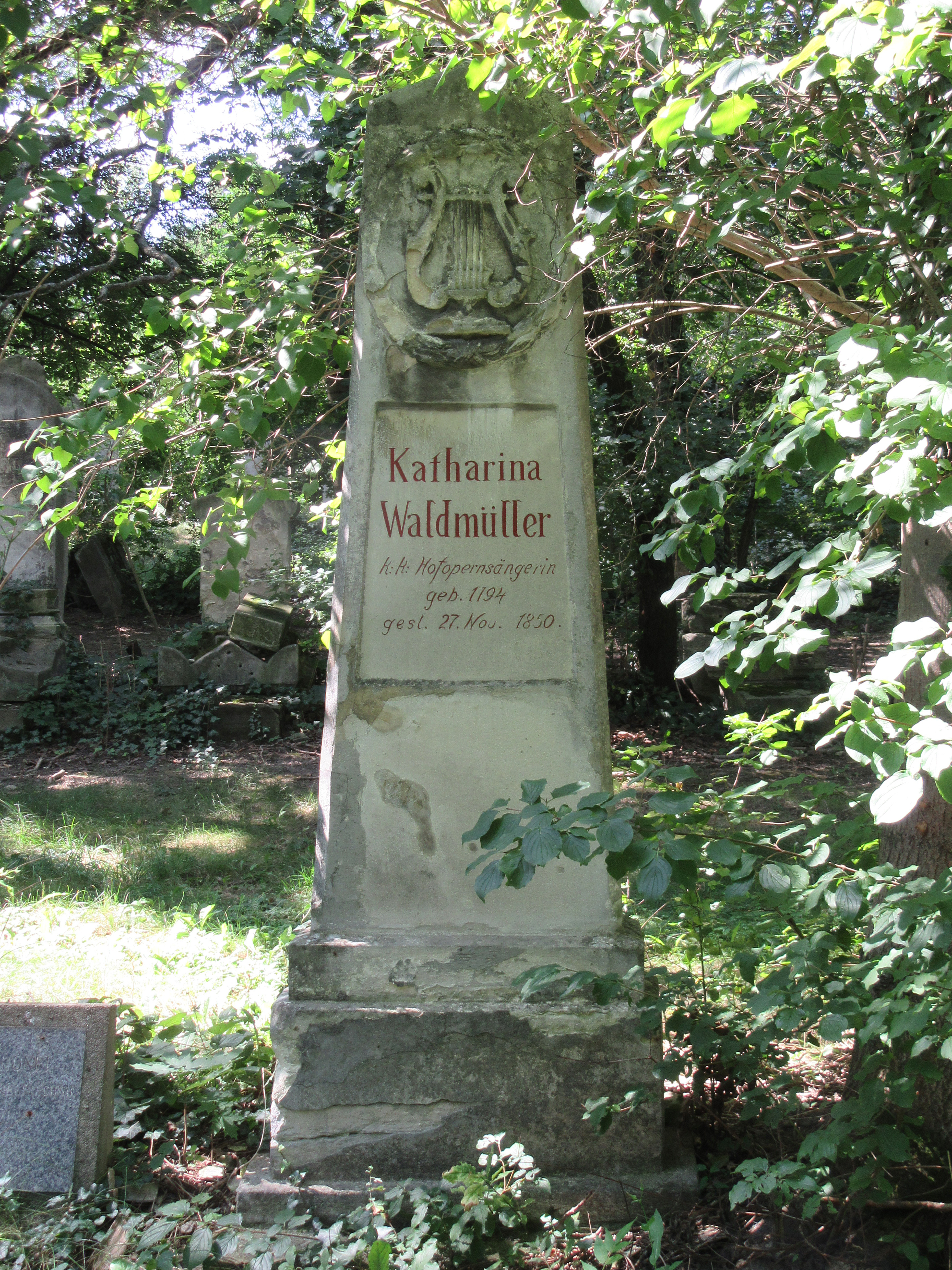
Grab von Katharina Waldmüller auf dem Sankt Marxer Friedhof

 Katharina Waldmüller, geborene Katharina Weidner (* 7. April 1792 in Leopoldstadt; † 28. November 1850 in Wien) war eine österreichische Opernsängerin (Mezzosopran). Für nahezu 30 Jahre (1817 bis 1846) war sie am Wiener Kärntnertortheater engagiert, wo sie unter anderem den Sesto in Mozarts Oper Titus sang.

## Leben
Waldmüller war das fünfte von elf Kindern des Schneiders Franz Weidner aus Weidenau (Vidnava/CZ) und des Stubenmädchens Katharina, geb. Fux aus Winn/Bayern. Ihre Brüder waren Carl Weidner (Schauspieler), Ferdinand Weidner (Tonkünstler) und Joseph Weidner (Porträtmaler).
Ihr Bruder Josef war es auch, der ihr Porträt schuf, das sich heute in der Österreichischen Galerie Belvedere befindet. 1814 heiratete sie Ferdinand Georg Waldmüller, der heute als einer der bedeutendsten österreichischen Maler des 19. Jahrhunderts gilt. Diese Ehe verlief sehr unharmonisch und wurde 1834 von Tisch und Bett geschieden. In den Jahren bis zu ihrer Zeit als Hofopernsängerin am Kärntnertortheater hatte sie als Sängerin verschiedene Engagements, zum Beispiel in Baden bei Wien, in Brünn und Prag. Die letzte Ruhestätte Katharina Waldmüllers ist der Sankt Marxer Friedhof in Wien.
Von ihren vier Kindern wurde ihr Sohn Ferdinand Weidner (1816–1886) Maler, Pianist und Komponist sowie ihre Tochter Katharina Lach (1820–1848) Opernsängerin (Mezzosopran).